# Phaonia plaumanni
Phaonia plaumanni är en tvåvingeart som beskrevs av Barros de Carvalho 1983. Phaonia plaumanni ingår i släktet Phaonia och familjen husflugor. Inga underarter finns listade i Catalogue of Life.